# Günther Paal

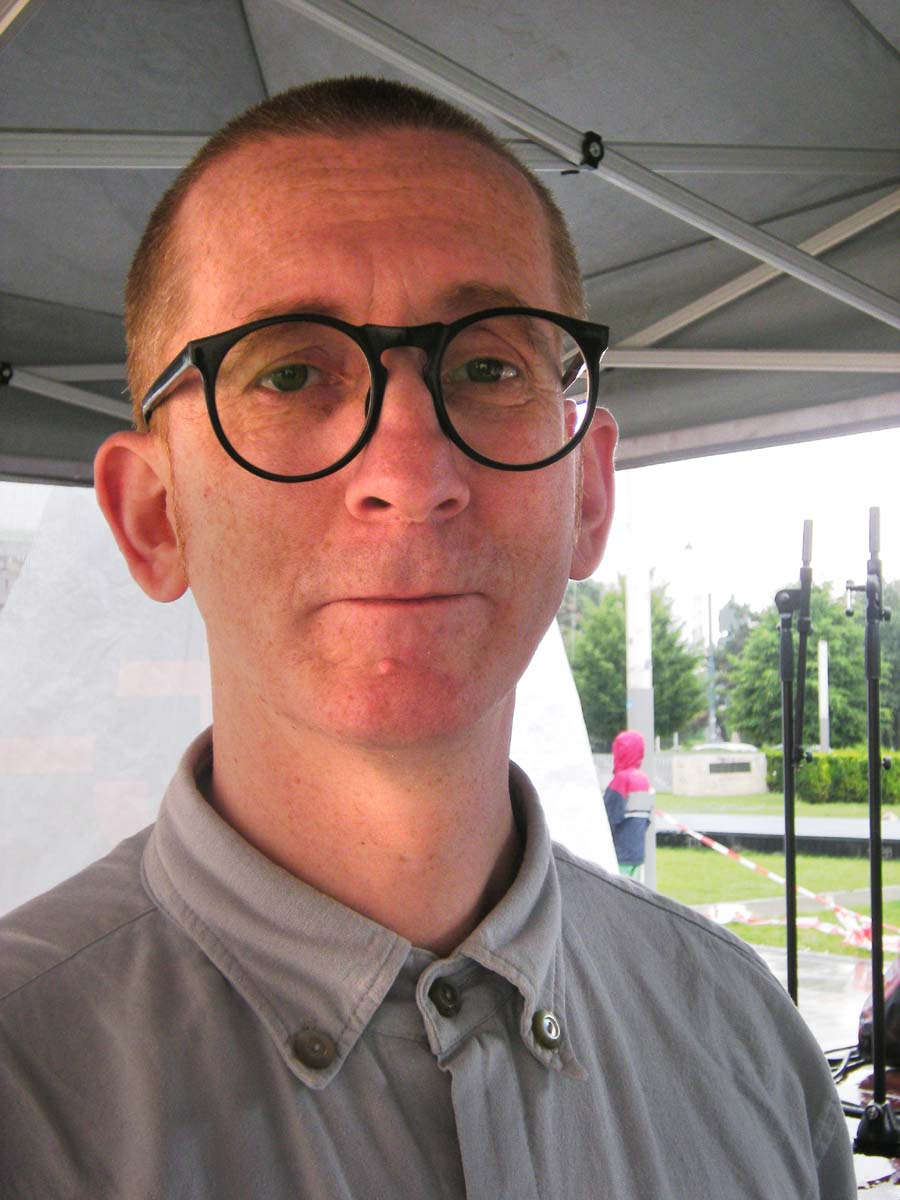
„Gunkl“, Wien 2010.

Günther „Gunkl“ Paal (* 23. März 1962 in Wien) ist ein österreichischer Kabarettist und Musiker.

## Leben und Wirken
Günther Paal besuchte von 1972 bis 1975 das Bundesrealgymnasium Waltergasse.
Seinen Künstlernamen Gunkl verdankt er seinem Bruder, der Günther nicht aussprechen konnte. Er ist gelernter Reprofotograf und arbeitete zwölf Jahre als Kellner in Wiener Lokalen. Über sein Saxophonspiel kam er zu Dorfers Auftrittsband und fand dabei heraus, dass auch er Kabarett machen könne. Erstmals machte sich Günther Paal seinen Namen als Mitglied der Gruppe Wiener Wunder, die 1986 mit Loretta einen Top-10-Hit in den österreichischen Charts hatte und 1994 den Soundtrack zum österreichischen Kinoerfolg Muttertag – Die härtere Komödie beisteuerte. Neben Soloprogrammen spielt Paal seit 1993 Saxophon und E-Bass in Alfred Dorfers Auftrittsband. Von 2004 bis 2011 trat er in dessen Fernsehsatireshow Dorfers Donnerstalk regelmäßig als „Experte für eh alles“ bzw. „Spezialist für eh alles“ auf.
1997 war Paal Moderator der ORF-Kultursendung Kunst-Stücke. Für den Kunstpreis der Giordano-Bruno-Stiftung „Der freche Mario“ war Gunkl 2013 Schirmherr.
Seit 2014 spielt Günther Paal zusammen mit Manuel Rubey, Cathi Priemer, Clara Luzia, Gerald Votava und Boris Fiala in der Gruppe Familie Lässig.
Paal ist Teil der Kabarettist:innen for Future und unterstützte im Mai 2023 eine Straßenblockade der Letzten Generation. Zwar befinde man sich mit der gewählten Protestform an der „Kante“ der Zulässigkeit, man würde es aber nicht machen, wenn es nicht notwendig wäre.

## Programme

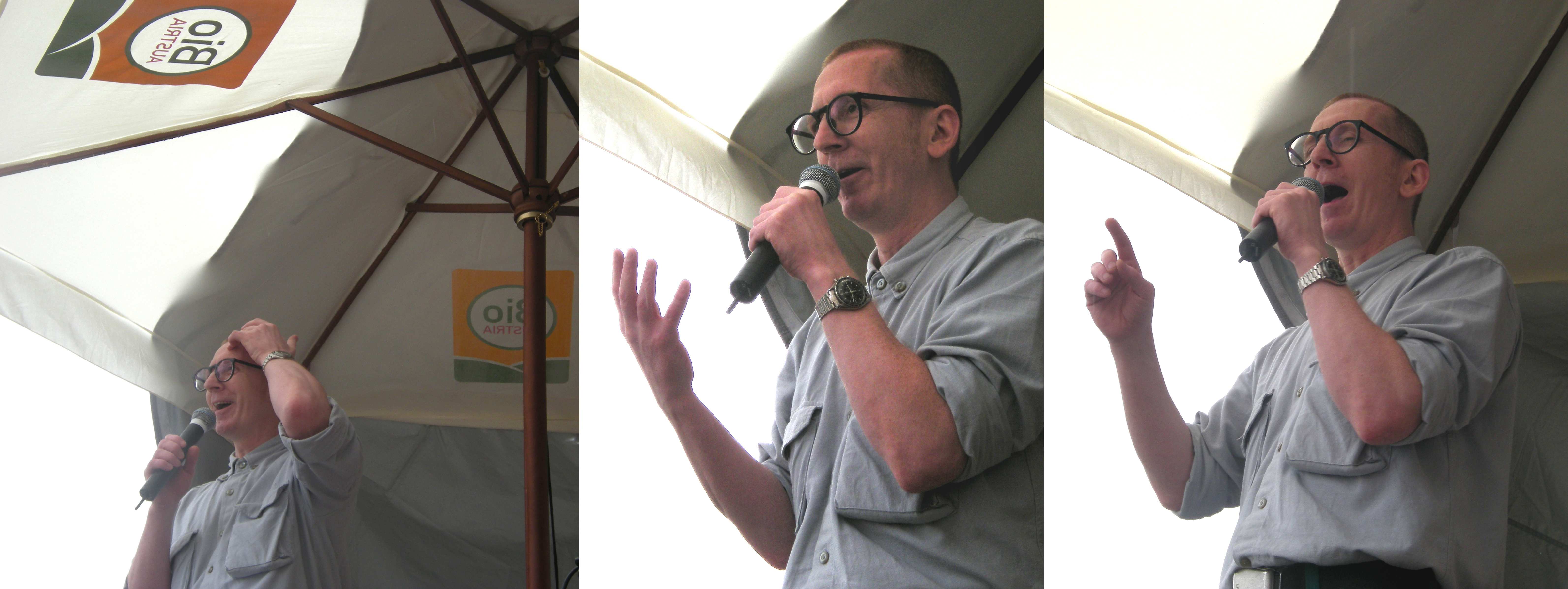
„Gunkl“, Wien 2010

### Kabarett Solo
1. Grundsätzliche Betrachtungen – anschaulich gemacht an kuriosen Einzelleistungen der Tücke des Alltags, was als Programmtitel vermutlich ein bisschen zu lang ist, zumal darin eine, sei’n wir ’mal ehrlich, sehr unelegante Genitivkette enthalten ist. (1994)
2. Das Beste aus den nächsten sechs Programmen mit Ausnahme des fünften (1995)
3. Ich muss mich jetzt genug konzentrieren, damit ich diese quasimetasprachliche Geschichte halbwegs glaubwürdig und nachvollziehbar auf die Bühne stell’ (1997)
4. (1998) Programm hat keinen Titel, also auch nicht „Ohne Titel“
5. Ich laß mich gehen – Ein Abschied (2001)
6. Glück – eine Vermutung (2002)
7. Vom Leben – ein Entlebnisbericht[4] (2004)
8. Wir – schwierig (Premiere 3. Oktober 2006)
9. Verluste – eine Geschichte (Premiere 28. August 2008)
10. Die großen Kränkungen der Menschheit – auch schon nicht leicht (Premiere 1. September 2011)
11. So Sachen – ein Stapel Anmerkungen (Premiere 3. September 2014)[5]
12. Zwischen Ist und Soll (Premiere 12. September 2017)
13. So und anders – eine abendfüllende Abschweifung (Premiere im September 2020[6])
14. Nicht nur, sondern nur auch – ein ziemlich ungeordneter Versuch, über Ordnung zu reden (Premiere 19. September 2023)[7]

### Mit anderen Künstlern
- „2“ mit Titus Vadon (2002)
- Via Emilia  – eine Erzählung mit Orchester; mit dem Johann Strauss Ensemble, Musik von Thomas Barth. (2005)[8]
- „Upper Austrian Jazz Orchestra mit Gunkl“ (2012)
- „Blade“ mit den Science Busters (2015)
- „Herz & Hirn“ mit Gerhard Walter (2015)[9][10]

## Bücher
- Tip des Tages. zehn Jahre, Amalthea Signum Verlag, Wien 2011 ISBN 978-3-85002-742-7
- (mit Harald Weinkum): Max und Moritz. in Schüttelreimen, Edition Va Bene, Wien-Klosterneuburg 2011 ISBN 978-3-85167-247-3
- Harald Weinkum mit Vorwort von Günther Paal: Der Struwwelpeter. in Schüttelreimen, Edition Va Bene, Wien-Klosterneuburg 2010 ISBN 978-3-85167-239-8

## Film und Fernsehen
- Müllers Büro (1986)
- Kaisermühlen Blues als Gast-Darsteller
- Muttertag – Die härtere Komödie (1992)
- Freispiel (1995)
- Ravioli (2003)

In der satirischen Late-Night-Show Dorfers Donnerstalk war er „dr. günther paal – spezialist für eh alles“.

## Radio
- Die Blaue Stunde – zusammen mit Thomas Niesner moderiert

## Auszeichnungen
- Freistädter Frischling 1995[11]
- Salzburger Stier 1996 für sein 2. Programm
- Deutscher Kleinkunstpreis 2005
- Prix Pantheon 2011, Jury-Kategorie „Frühreif & Verdorben“
- Ybbser Spaßvogel 2015[12]
- Österreichischer Kabarettpreis 2018[13]

## Belege
1. ↑  Programmvorstellung auf burgenland.orf.at
2. ↑  Kunstpreis „Der freche Mario 2012“
3. ↑  Palfrader und Co. schließen sich Klimaprotest als "Kabarettisten For Future" an. In: Puls24. 15. Mai 2023, abgerufen am 17. Mai 2023.
4. ↑  Kabarettist Gunkl Biografie (Seite nicht mehr abrufbar, festgestellt im April 2018. Suche in Webarchiven)  Info: Der Link wurde automatisch als defekt markiert. Bitte prüfe den Link gemäß Anleitung und entferne dann diesen Hinweis., Programm hieß tatsächlich so!
5. ↑  Gunkl – Veranstaltungstermine. Abgerufen am 11. Juli 2014.
6. ↑  Peter Temel: Gunkl-Premiere: Paarhufer, Paviane, Philosophie und Plexiglas. In: Kurier.at. 18. September 2020, abgerufen am 13. Oktober 2020.
7. ↑  Gunkl findet Humor „im Spalt zwischen Ist und Soll“. In: volksblatt.at/APA. 16. September 2023, abgerufen am 16. September 2023.
8. ↑  Uraufführung von Gunkls „Via Emilia“ im RadioKulturhaus. APA-Meldung vom 10. Februar 2005, abgerufen am 21. Jänner 2015.
9. ↑  Sabine Hottowy: Zu Ostern: „Herz und Hirn“ In: Die Presse vom 25. März 2015, abgerufen am 1. Juni 2017.
10. ↑  Gerd Kern: Gunkl und Walter mit Herz und Hirn (Memento vom 29. Januar 2016 im Webarchiv archive.today).
11. ↑  Local-Bühne Freistadt: Freistädter Frischling (Memento des Originals vom 12. April 2019 im Internet Archive)  Info: Der Archivlink wurde automatisch eingesetzt und noch nicht geprüft. Bitte prüfe Original- und Archivlink gemäß Anleitung und entferne dann diesen Hinweis.. Abgerufen am 5. März 2018.
12. ↑  NÖN: Spaßvogel für Gunkl. Artikel vom 23. April 2015, abgerufen am  3. August 2015.
13. ↑  orf.at: Kabarettpreis für Günther „Gunkl“ Paal. Artikel vom 4. September 2018, abgerufen am 4. September 2018.

| Personendaten    | Personendaten                |
| ---------------- | ---------------------------- |
| NAME             | Paal, Günther                |
| ALTERNATIVNAMEN  | Gunkl                        |
| KURZBESCHREIBUNG | österreichischer Kabarettist |
| GEBURTSDATUM     | 23. März 1962                |
| GEBURTSORT       | Wien                         |